# Airuk (Maloelap)
Airuk (auch: Aerik, Airik, Airikku-to, Gogan) ist ein Motu des Maloelap-Atolls der pazifischen Inselrepublik Marshallinseln.

## Geographie
Airuk bildet die Südspitze des Maloelap-Atolls. Beide arme des Riffsaums ziehen von dort nach Norden. Die nächstgelegenen Inselchen sind Makar und Bokariru. Auf der Lagunenseite liegt der gleichnamige Ort.